# Nitrógeno total Kjeldahl

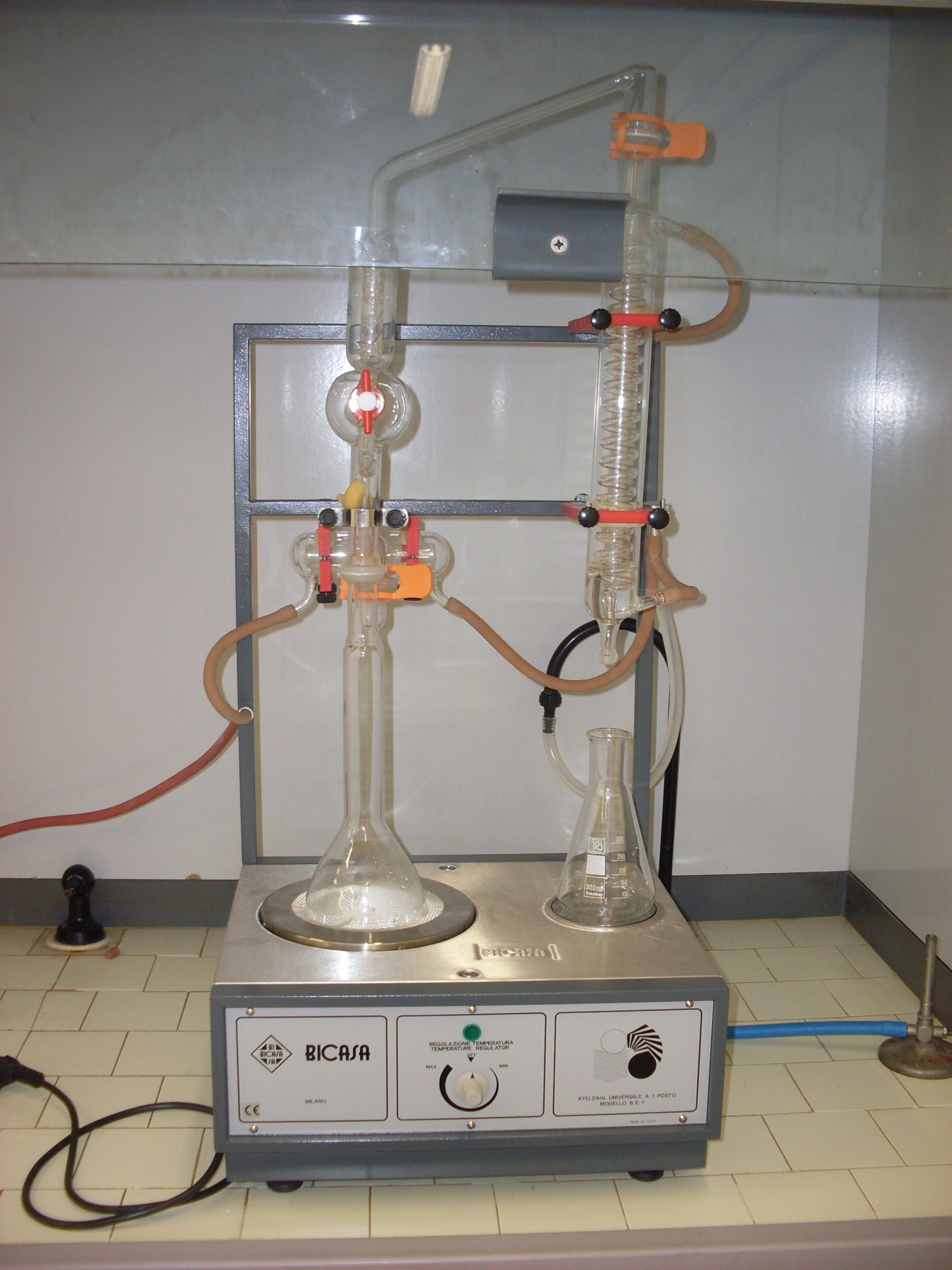
Extractor de Kjeldahl para la destilación del amoniaco

El nitrógeno total Kjeldahl es un  parámetro utilizado en análisis ambiental y en otros ámbitos, como el análisis de alimentos para la determinación del nitrógeno orgánico total. El método está basado el procedimiento desarrollado por el químico danés Johan Kjeldahl en 1883 para determinar proteínas en alimentos (método Kjeldahl)  y, en el caso del análisis ambiental, adaptado al análisis de aguas contaminadas, aguas residuales y lodos. El parámetro permite conocer el contenido de nitrógeno orgánico en sus diversas formas (proteínas y ácidos nucleicos en diversos estados de degradación, urea, aminas, etc.) y el ion amonio NH4+, presentes en la muestra de agua. Es un parámetro importante en estaciones depuradoras de aguas residuales (EDAR) ya que mide el nitrógeno capaz de ser nitrificado a nitritos y nitratos y, posteriormente y en su caso, desnitrificado a nitrógeno gaseoso. No incluye, por tanto, los nitratos ni los nitritos. El método también es aplicable, con su adaptación correspondiente, al análisis de suelos.

## Principio y metodología general
El procedimiento consiste en convertir el nitrógeno orgánico presente en la muestra, en amonio mediante digestión con ácido sulfúrico concentrado. La determinación por el método de Kjeldahl consta de tres etapas. En una primera etapa, la muestra es descompuesta mediante el empleo de ácido sulfúrico caliente y concentrado para mineralizar la materia orgánica y convertir el nitrógeno que forma parte de proteínas o ácidos nucleicos, en ion amonio. 
{\displaystyle {\ce {C, H, N-(proteina) + H2SO4 ->[400{ºC}] (NH4)2SO4 + CO2 + H2O}}}
Para elevar el punto de ebullición del ácido sulfúrico se añade sulfato de potasio y un catalizador, habitualmente sales de cobre, selenio o mercurio. Este proceso de digestión convierte de forma cuantitativa, a los compuestos nitrogenados derivados de aminas y amidas (aminoácidos de las proteínas) en amonio, no así otros compuestos orgánicos como la piridina, los derivados de piridina y algunos otros compuestos aromáticos heterocíclicos, que pudieran estar presentes en la muestra, ya que son particularmente resistentes a la descomposición total por el ácido sulfúrico. 
En la segunda etapa, cuando toda la materia orgánica ha sido descompuesta, la disolución resultante es enfriada, diluida y neutralizada hasta pH fuertemente básico, con lo que los iones amonio de la etapa anterior se convierten en amoniaco, que debe ser destilado evitando cualquier perdida de esta sustancia volátil, por lo que se recoge en una disolución ácida. 
{\displaystyle {\ce {(NH4)2SO4(aq) + 2NaOH(aq) <=> 2NH3(g) + 2H2O}}}
En la tercera etapa, una vez que el amoniaco ha sido destilado en su totalidad, la disolución resultante se valora para establecer la cantidad de amoniaco o, en algunas variantes del método, se determina mediante procedimientos espectrofotométricos. La equivalencia es de un mol de nitrógeno por cada mol de amoniaco encontrado en el destilado, lo que permite conocer el porcentaje de nitrógeno en la muestra original.

## Determinación de nitrógeno Kjeldahl por mineralización, catalizada por selenio

### Ámbito de aplicación
Es un procedimiento que solo determina nitrógeno trivalente negativo. El nitrógeno orgánico en forma de azida, azina, azocompuesto, hidrazona, nitrito, nitroderivado, nitroso, oxima o semicarbazona no se determina cuantitativamente. El nitrógeno de compuestos heterocíclicos nitrogenados puede recuperarse de manera incompleta. Aplicable a aguas naturales, potables y residuales.
En el volumen de muestra puede determinarse un contenido de nitrógeno Kjeldahl de hasta 1000 mg. Si se emplea un volumen de ensayo de 10 ml, corresponderá a una concentración en la muestra de hasta 1000 mg/l.
Límite de detección 1 mg/litro cuando se utiliza un volumen de ensayo de 100 ml.

### Interferencias
La presencia de nitratos o nitritos puede ser fuente de errores tanto positivos como negativos. Los nitratos o nitritos pueden reducirse en las condiciones del análisis del amonio, originándose resultados erróneamente altos.  Si se sospecha que la concentración de nitratos o nitritos de la muestra puede causar desviaciones inaceptables o bien pérdida de precisión, debe procederse a la reducción separada a amonio previamente al proceso de mineralización. Se recomienda realizar una determinación previa de nitritos o nitratos para asegurarse de que no se van a producir interferencias. También se obtienen resultados erróneos por defecto si el proceso de mineralización se prolonga demasiado. Este proceso debe de observarse escrupulosamente.

### Principio básico
La mineralización forma sulfato de amonio, a partir del cual se libera el amonio, que se destila y determina a continuación mediante una valoración. La conversión de los compuestos nitrogenados a sulfato de amonio por mineralización se consigue tratando la muestra con ácido sulfúrico con un alto contenido de sulfato potásico, con objeto de elevar el punto de ebullición de la mezcla, en presencia de selenio, que actúa como catalizador.
A continuación, se produce la liberación del ion amonio a partir del sulfato de amonio mediante la adición de un álcali y destilación sobre una solución indicadora con ácido bórico. Se determina el amonio por valoración (por retroceso o directa).
El método clásico (y admitido por la Norma UNE) es laborioso por lo que se puede modificar por determinación directa del ion amonio en el mineralizado por espectrofotometría a 655 nm.
NOTA: un procedimiento rápido (Dr. Lange) utiliza cubetas con los reactivos preparados previamente para facilitar el análisis. El nitrógeno orgánico e inorgánico es oxidado a nitrato por digestión con peroxodisulfato. Los iones nitrato reaccionan con 2,6-dimetilfenol en solución de ácido sulfúrico y fosfórico para formar nitrofenol que se determina fotométricamente a longitud de onda de 345 nm.